# 나딘 샤
나딘 페트라 카타리나 샤(영어: Nadine Petra Katarina Shah, 1986년 1월 16일 ~ 현재)는 잉글랜드의 가수, 송라이터이자 음악가이다.

## 배경
샤는 사우스실즈에서 태어난 노르웨이인의 조상을 가진 엄마와 파키스탄인 아빠 사이에서 1986년 1월 16일 위트번에서 태어났다. 17살 때 런던으로 이사하였으며, 재즈 가수로서 가수의 경력을 시작하였다. 이사 후, 에이미 와인하우스와 친한 친구가 되기도 하였다.

## 사생활
콰이어투스의 존 프리먼과의 인터뷰에서 정신 건강이 자신에게 되게 중요한 부분이라고 밝혔다. 그리고 샤는 자궁내막증을 앓고 있다. 또한 무슬림이다.

## 정치적 견해
2019년 11월, 34명의 다른 음악가들과 함께 2019년 영국 총선에서 노동당의 제러미 코빈을 찍을 것을 장려하였다, 2020년에는 노동당의 키어 스타머를 지지하기도 하였다.

## 디스코그래피
- Aching Bones EP (2012년 11월)
- Dreary Town EP (2013년 4월)
- Love Your Dum and Mad (2013년 7월)
- Fast Food (2015년 4월)
- Holiday Destination (2017년 8월)
- Kitchen Sink (2020년 6월)